# Mathieu Alvado
 (avril 2025).
Motif : sources secondaires insuffisantes
- Archive Wikiwix
- Bing
- Cairn
- DuckDuckGo
- E. Universalis
- Gallica
- Google
- G. Books
- G. News
- G. Scholar
- Persée
- Qwant
- (zh) Baidu
- (ru) Yandex

| 1. | Préciser le motif de la pose du bandeau. | Précisez le motif de la pose du bandeau en utilisant la syntaxe suivante : {{admissibilité à vérifier\|date=mai 2025\|motif=remplacez ce texte par le motif}}                       |
| 2. | Informer les utilisateurs concernés.     | Pensez à avertir le créateur de l'article, par exemple, en insérant le code ci-dessous sur sa page de discussion : {{subst:avertissement admissibilité à vérifier\|Mathieu Alvado}} |

Mathieu Alvado est un compositeur, orchestrateur et chef d'orchestre pour le cinéma, le jeu vidéo et la publicité né en 1978.

## Biographie
Mathieu Alvado est originaire d'Agen, dans le Lot et Garonne. Il commence l'étude du piano à 5 ans puis se tourne vers le saxophone à l'âge de 11 ans. Il participe à des stages d'orchestre qui lui permettent de découvrir la musique classique, le big band et la musique de films. Après son baccalauréat, il entame des études de droit mais revient rapidement à sa première passion, la musique.
Il intègre en 1998 le Conservatoire à Rayonnement Régional de Bordeaux où il reçoit 6 médailles d'or et 3 Diplômes d'Études Musicales et poursuit ses études au Conservatoire à Rayonnement Régional de Saint-Maur-des-Fossés avant d'être admis au Conservatoire National Supérieur de Musique et de Danse de Paris en 2004 où il obtient un Diplôme de Formation Supérieure en écriture musicale.
Il a composé plus de 60 bandes originales de courts métrages, orchestré et dirigé la musique de 30 longs métrages.
En 2012, il travaille avec le cinéaste Claude Miller, en tant qu’arrangeur des musiques classiques pour son film Thérèse Desqueyroux.
En 2019, il compose la musique de Back to the Moon, un court-métrage d'animation à 360° réalisé par Fx Goby et Hélène Leroux, qui rend hommage au cinéma de Georges Méliès (projet des équipes Google Doodle, Google Spotlight Stories, Google Arts & Culture et la Cinémathèque française), produit par Nexus Studios.
En 2022, l'Opéra de Bordeaux lui commande une suite symphonique tirée de la musique de L'Attaque du Monstre géant suceur de cerveaux de l'Espace, à l'occasion de la 4e édition du Festival Ciné-Notes, sous la direction du chef d'orchestre espagnol Diego Navarro.
En 2024 sort Empire of the Ants, un jeu vidéo de stratégie adapté du roman Les Fourmis de Bernard Werber, développé par Tower Five et édité par Microids. Il en compose la musique avec Mark Choi.
En 2025, il se voit confier la composition de la série animée en cinq épisodes Astérix et Obélix : Le Combat des chefs d'Alain Chabat et Fabrice Joubert (en), produite par Netflix.
Au fil des années, ses musiques ont été interprétées, sous sa direction, par le London Symphony Orchestra et le Philharmonia Orchestra.
En 2025, plusieurs de ses musiques sont publiées par le label Plaza Mayor Company.

## Filmographie

### Télévision
- 2025 : Astérix et Obélix : Le Combat des chefs d'Alain Chabat et Fabrice Joubert (en)

### Jeux vidéo
- 2018 : Ghost of a Tale de Lionel Gallat
- 2024 : Les Fourmis (Tower Five/Microids) de Renaud Charpentier

### Courts-métrages
- 2007 : Al Dente de Jean-François Barthélémy, Carlos Felipe Leon et Maël François
- 2008 : Love recipe de Felipe Pizarro Saenz de Urtury, Frédéric Bajou et Morgan Bourd
- 2010 : Le Royaume d'Ulysse Malassagne, Nuno Alves-Rodrigues, Kevin Aymeric, Oussama Bouacheria, Julien Chheng et Franck Monier
- 2011 : L’Attaque du monstre géant suceur de cerveaux de l’espace de Guillaume Rieu
- 2013 : Floating in my mind d'Hélène Leroux
- 2014 : Rien ne peut t’arrêter de David Hourrègue
- 2015 : Tarim le Brave contre les mille et un Effets de Guillaume Rieu
- 2015 : La Fille Bionique de Stéphanie Cabdevila
- 2016 : Quenottes de Pascal Thiebaux
- 2016 : To Build a Fire de FX Goby
- 2017 : A Song for the Whales de Lorenzo Fresta
- 2018 : Back to the Moon de FX Goby et Hélène Leroux
- 2018 : Safety de Fabrice Joubert
- 2018 : Rebirth de Marcin Karolewski
- 2019 : Blind Eye d'Isabela Littger de Pinho, Germaine Colajanni, Bruno Cohen, Rohan Deshchougule, Rohit Kelkar, Diego Porral et Yujia Wang
- 2019 : Royal Madness de Milàn Salmona, Mriganka Bhuyan, Romain Caouderette, Eunbyeol Ko, Sean Lewis et Wenkai Wang
- 2024 : Les Schtroumpfs et le grimoire magique d'Arnaud Janvier

## Distinctions

### Récompenses
- 2012 : L'Attaque du monstre géant suceur de cerveaux de l'espace, trois Jerry Goldsmith Awards (meilleur compositeur, meilleure musique de court métrage en prise de vues réelles et meilleure chanson)[5],[6].

- 2016 : To Build a Fire, prix de la meilleure musique de court métrage à Fimucité[7].

- 2018 : A Song for the Whales, prix UCMF (Union des compositeurs de musiques de films) de la meilleure musique de court métrage[8].

- 2019 : Safety, prix de la meilleure musique aux Los Angeles Film Awards (LAFA)[9].
- 2019 : Rebirth, prix de la meilleure musique de court métrage à Fimucité[10].
- 2020 : Blind Eye et Royal Madness, prix UCMF (Union des compositeurs de musiques de films) de la meilleure musique de court métrage[11].

### Nominations
- 2019 : Back to the Moon, Annie Awards : Outstanding achievement for Music in an Animated Television/broadcast Production.

- 2025 : Empire of the Ants, co-composée avec Mark Choi Ivor Novello Awards : meilleure musique originale de jeu vidéo[12].